# Glossotrophia bronellii
Glossotrophia bronellii är en fjärilsart som beskrevs av Hausmann 1993. Glossotrophia bronellii ingår i släktet Glossotrophia och familjen mätare. Inga underarter finns listade i Catalogue of Life.